# Limoges-Condat (tổng)
Tổng Limoges-Condat là một tổng của Pháp tọa lạc tại tỉnh Haute-Vienne trong vùng Nouvelle-Aquitaine.

## Hành chính
| Giai đoạn | Ủy viên              | Đảng | Tư cách |
| --------- | -------------------- | ---- | ------- |
| 2001-2008 | Gilbert Chapeaublanc | MRC  |         |
| 1994-2001 | Gilbert Chapeaublanc | MDC  |         |

## Phân chia đơn vị hành chính
| Xã                | Dân số | Mã bưu chính | Mã insee |
| ----------------- | ------ | ------------ | -------- |
| Condat-sur-Vienne | 4 249  | 87920        | 87048    |
| Limoges (1)       | 10 506 | 87280        | 87085    |
| Solignac          | 1 367  | 87110        | 87192    |
| Le Vigen          | 1 704  | 87110        | 87205    |

(1) một phần của xã.

## Thông tin nhân khẩu
| 1962                                                     | 1968 | 1975 | 1982 | 1990 | 1999 |
| -------------------------------------------------------- | ---- | ---- | ---- | ---- | ---- |
| -                                                        | -    | -    | -    | -    | -    |
| Nombre retenu à partir de 1962 : dân số không tính trùng |      |      |      |      |      |